# Генерички лек
Генерички лек је лек чија је активна супстанца добро позната у прошлости. Генерички лекови се могу стављати у промет под њиховим генеричким именом или регистрованим заштитним знаком. Генерички лек има исти активни састојак као и оригинал, али се може разликовати у неким карактеристикама као што су производни поступак, формулација, помоћне супстанце, боја, укус и паковање.